# Orchestre symphonique de Kyoto
L'Orchestre symphonique de Kyoto ou Kyōto Symphony Orchestra (京都市交響楽団, Kyōto-shi Kōkyō Gakudan) est un orchestre symphonique japonais fondé en avril 1956 par le gouvernement de la ville de Kyoto.

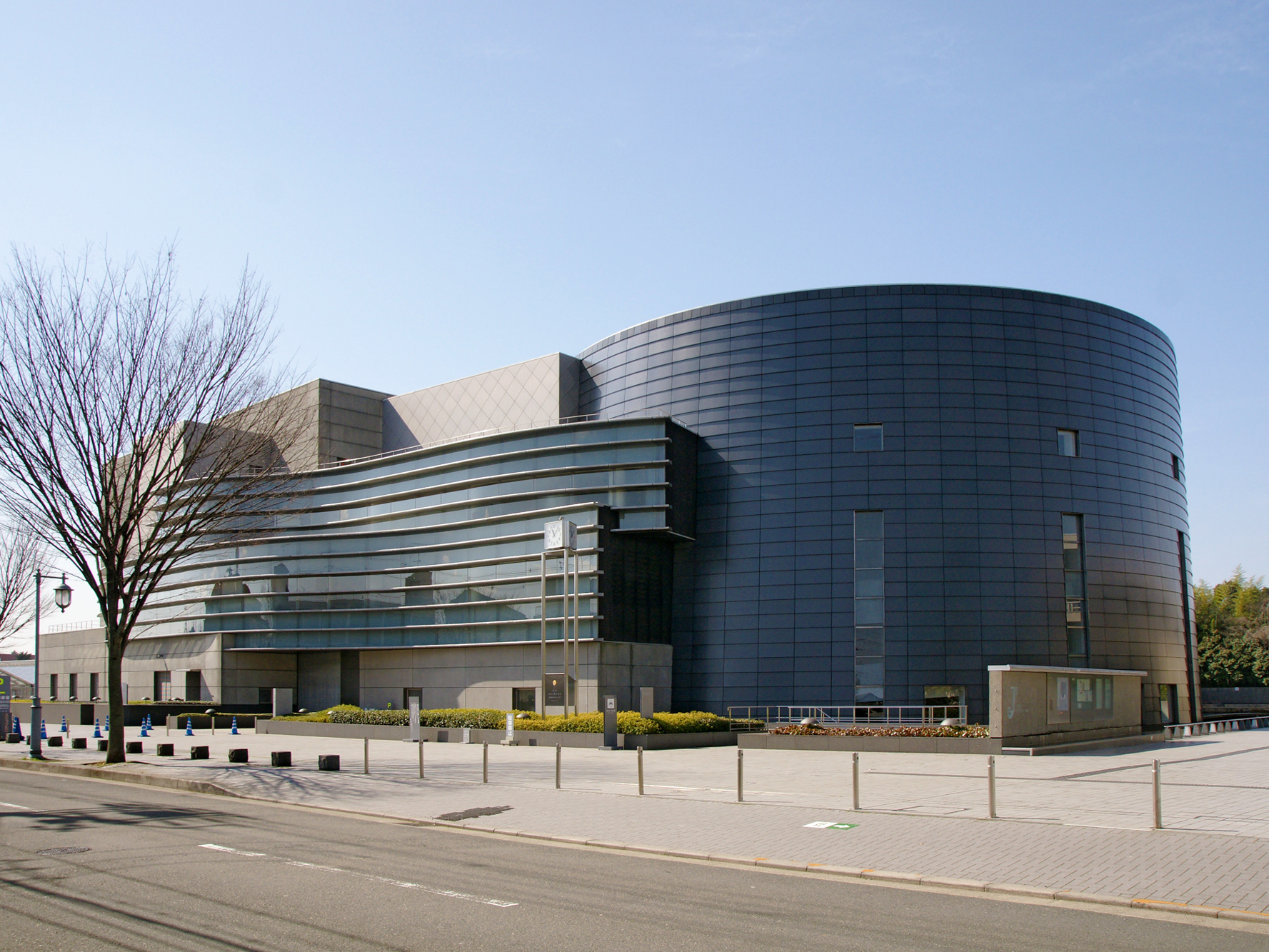
Kyoto Concert Hall.

## Historique
L'Orchestre symphonique de Kyoto est fondé en avril 1956 .
En 2022, Nodoka Okisawa est nommée cheffe principale de la formation, succédant à Jun'ichi Hirokami, qui assurait la direction de l'orchestre depuis quatorze ans,.

## Chefs permanents
Comme chefs, se sont succédé à la tête de la formation :
- Carl Caelius (1956-1961)
- Hans Joachim Kauffmann (1961-1963)
- Tadashi Mori (1963-1966)
- Yuzo Toyama (1967-1970)
- Akeo Watanabe (1970-1972)
- Kazuo Yamada (1972-1976, puis conseiller musical)
- Niklaus Wyss (1976-1978) (chef principal)
- Stewart Kershaw (1978-1980) (chef principal)
- Fulvio Vernizzi (1982-1984)
- Ken-Ichiro Kobayashi (1985-1989)
- Michiyoshi Inoue (1989-1998)
- Uwe Mund (1998-2001)
- Naoto Otomo (2001-2008)
- Jun'ichi Hirokami (2008-2022)
- Nodoka Okisawa (depuis 2023)

## Créations
Parmi les créations notables de l'orchestre figurent des œuvres de Tristan Murail (Sillages, 1992) et Tōru Takemitsu (Dream/Window, 1985).